# 卡什卡達里亞州
卡什卡達里亞州是烏茲別克十二個州份之一。它涵蓋28,400平方公里，有人口2,029,000。卡什卡達里亞州下轄14個縣，首府設於卡爾希市。

## 地理位置
卡什卡達里亞州位於烏茲別克南部。它與以下州份或國家相連（從北開始逆時針）：撒馬爾罕州、納沃伊州、布哈拉州、土庫曼、蘇爾漢河州、塔吉克。公路全長4,000公里，另外鐵路350公里。
石油产业发达，1972此地建成了当时世界上最大规模天然气加工厂之一 穆巴列克天然气加工厂。